# Wade Istchenko
Wade Istchenko est un homme politique (yukonnais) canadien. 
Il est élu à l'Assemblée législative du Yukon lors de l'élection générale yukonnaise du 11 octobre 2011. Il est le député qui représente de la circonscription de Kluane et il est un membre du caucus du Parti du Yukon.